# Rosa ermanica
Rosa ermanica är en rosväxtart som beskrevs av Mandenova. Rosa ermanica ingår i släktet rosor, och familjen rosväxter. Inga underarter finns listade i Catalogue of Life.